# Dacia (Dänemark)
Dacia ist in mittelalterlichen und frühneuzeitlichen lateinischen Texten eine Bezeichnung für das Königreich Dänemark in dessen wechselnden Grenzen, die zeitweise auch weite Teile Südschwedens umfassten. Das Wort trat seit der Mitte des 12. Jahrhunderts zunehmend an die Stelle von Dania. Das zugehörige Adjektiv ist dacus. Ein Zusammenhang mit dem gleichlautenden Namen Dakien der römischen Provinz auf dem Gebiet des heutigen Rumänien besteht nicht.

## Verwendung
Im Mittelalter wurden an den Universitäten den Namen Herkunftsbezeichnungen hinzugefügt, um eine bessere Identifizierung der Personen zu erzielen. Der Namenszusatz de Dacia, Dacus oder – in später Eindeutschung – von Dacien wurde verwendet, um Personen aus Skandinavien oder speziell aus Dänemark zu bezeichnen, z. B.:
- Martinus de Dacia
- Boetius von Dacien
- Petrus von Dacien
- Petrus de Dacia (Astronom)
- Jacobus de Dacia

Bei einigen katholischen Orden (z. B. Dominikaner, Franziskaner, Johanniter) wurde Dacia als Bezeichnung für Ordensprovinzen in Skandinavien verwendet. Nachdem die Reformation in Skandinavien die Aufhebung der Klöster und Kommenden bewirkte, gab es bei den Johannitern weiterhin einen Titular-Großprior von Dacia – ein Ehrenrang ohne Funktion, Einkünfte und Macht.